# منطقه حفاظت‌شده خیبوس و انجیل سی
منطقهٔ حفاظت‌شدهٔ خیبوس و انجیل سی یک منطقهٔ حفاظت‌شده با مساحت ۴۰۰۴ هکتار است که در استان مازندران در ایران قرار دارد. این منطقهٔ حفاظت‌شده طبق مصوبهٔ شمارهٔ ۶۶۹ در تاریخ ۱۳۷۸/۱۰/۱۵ در فهرست مناطق تحت حفاظت سازمان محیط زیست ایران قرار گرفت.
این منطقه ر دامنهٔ ارتفاعی ۲۵۰ تا ۹۳۰ متر، دما و بارندگی متوسط سالیانه ۱۶ درجهٔ سانتی‌گراد و ۸۰۰ میلی‌متر، دارای اقلیم مرطوب معتدل می‌باشد. این منطقه حدفاصل جنگل‌های جنوبی نزدیک قادیکلای قائم شهر تا مناطق یاغ کوه برنجستانک شیرگاه می‌باشد.

## پوشش گیاهی منطقه
خیبوس پوشیده از جنگل‌های با ارزش هیرکانی و توده‌های کم دست خورده شمشاد است. از دیگر گونه‌های درختی ممرز، بلند مازو، راش، پلت شیردار، نمدار، ملچ، خرمندی، انجیلی و توسکا است.

## گونه‌های جانوری منطقه
گونه‌های اصلی جانوری منطقه مرال، شوکا، پلنگ، خرس قهوه ای، شغال، گراز، روباه معمولی، تشی، رودک، سنجابک، درختی، کبوتر جنگلی، توکای گلوسیاه، قرقاول، توکای پشت بلوطی، مار آبی و لوس مار هستند.
تنوع زیستی بسیار، جنگل‌های کم‌نظیر و کم دست خوردهٔ هیرکانی، گونه‌های با ارزش شوکا و مرال و دره‌های پرآب و راه‌های دسترسی مناسب، موجب ایجاد زمینهٔ فعالیت‌های علمی و پژوهشی و گردشگری در منطقه شده‌اند.